# Riedstadt
Riedstadt település Németországban, Hessen tartományban. Lakosainak száma 24 464 fő (2023. december 31.).

## Népesség
A település népességének változása:
| Lakosok száma | 23 591 | 23 785 | 23 931 | 24 209 | 24 464 |
|               | 2017   | 2019   | 2021   | 2022   | 2023   |